# Vittorio Mariani
Vittorio Mariani (Siena, 29 settembre 1859 – Siena, 15 marzo 1946) è stato un architetto e urbanista italiano.

## Biografia
Nato a Siena da una famiglia di umili origini, vinse nel 1873 l'Alunnato Mancini e nel 1880 l'Alunnato Biringucci, che gli permise di trasferirsi a Roma dove studiò presso il Regio Istituto di Belle Arti, specializzandosi nel corso di Architettura. Fu suo maestro l'architetto Giuseppe Partini. Mariani si dedicò presto alla progettazione di edifici partecipando a numerosi concorsi, anche internazionali, ottenendo vari riconoscimenti: partecipò al concorso internazionale per erigere a Roma un monumento a Vittorio Emanuele II (1883); si guadagnò una menzione onorevole al concorso Gori-Ferroni (1885); costruì a Roma l'Officina Raddi, in collaborazione con l'architetto D. Martinelli; vinse il concorso per l'arredamento dell'ambasciata italiana a Madrid (1890).
Tornato a Siena nel 1894, nella città toscana l'architetto firmò notevoli progetti per edifici pubblici e privati (edilizia residenziale, ville), ma anche per la ridefinizione di spazi urbani come la piazza Umberto I (poi piazza Matteotti), viale Franci e i giardini della Lizza. Tra i progetti senesi più rilevanti si ricordano quello per il palazzo delle Poste (1908), il fabbricato-viaggiatori della stazione ferroviaria (1912), l'ampliamento del manicomio di San Niccolò (1914), l'Asilo Monumento (1922) e l'edificio della Cooperativa edilizia per gli impiegati del Monte dei Paschi in via Franci (1926). Dal 1911 al 1916 si occupò anche della ristrutturazione di palazzo Salimbeni, sede centrale del Monte dei Paschi. Progettò anche il primo edificio della Camera di Commercio di Siena (1905), poi snaturato completamente nel corso degli anni cinquanta. Fuori Siena, di notevole interesse sono gli edifici realizzati a Grosseto tra il 1910 e il 1927 (Grand Hotel Bastiani, palazzo del Monte dei Paschi, palazzo del Governo) e il palazzo delle Poste di Messina (1912-1914).
Tra i vari incarichi pubblici che assunse nella sua vita, fu nominato rappresentante del Governo nella Commissione consultiva conservatrice dei monumenti per Siena e provincia nel 1895. Nel 1902 entrò in consiglio comunale, ottenendo l'incarico di assessore ai lavori pubblici, rimanendovi fino al 1906.

## Opere
- Palazzo Mocenni (1893) a Siena[2]
- Casa Cialfi (1894) a Siena[2]
- Palazzo della Ciaia, modifiche (1894) a Siena[2]
- Accademia dei Rozzi, modifiche (1894) a Siena[2]
- Palazzina Chiusarelli, sopraelevazione (1895) a Siena[2]
- Chiesa di San Mamiliano in Valli, restauro (1896)
- Cassa di Risparmio (1898) a Pistoia[2]
- Monastero delle Cappuccine in Valdimontone (1901) a Siena[2]
- Basilica di San Francesco, ristrutturazione della facciata (1903) a Siena[2]
- Palazzo della Camera di Commercio (1905) a Siena[1][2]
- Palazzo Ercolani di via Pianigiani (1905) a Siena[2]
- Ospedale di Santa Maria della Scala, restauro della facciata e ampliamento interno (1905-1908) a Siena[2]
- Palazzo delle Poste (1908-1912) a Siena[1][2][3]
- Castel Rosi, restauro (1909) a Buonconvento[2]
- Grand Hotel Bastiani (1910-1912) a Grosseto[2][7]
- Palazzo Salimbeni, ristrutturazione (1911-1916) a Siena[4]
- Fabbricato-viaggiatori della stazione di Siena (1912) a Siena[1]
- Palazzo del Monte dei Paschi (1912) a Grosseto[8]
- Palazzo delle Poste (1912-1914) a Messina[2][10]
- Palazzo Franci (1914) a Siena[2]
- Ospedale psichiatrico di San Niccolò, ampliamento (1914) a Siena[4][5]
- Villino Anatrini (1915) a Siena[2]
- Asilo Monumento (1919-1922) a Siena[1][2][6]
- Palazzo del Governo (1923-1927) a Grosseto[2][9]
- Teatro comunale (1924) ad Abbadia San Salvatore[2]
- Palazzi della Cooperativa edilizia di via Franci (1926) a Siena[1]
- Monumento fascista e asilo comunale (1928) a Castell'Azzara[2]
- Piano Regolatore Generale di Siena (1931)[2]

Altre opere minori, di difficile datazione, sono: i restauri della Loggia della Mercanzia e del Palazzo dei Diavoli, la ristrutturazione dell'ospedale di Montepulciano, le scuole elementari di Foiano della Chiana, e lo zuccherificio di Cavanella Po ad Adria.